# Тячів
Тя́чів (угор. Técső; русин. Тячово;)— місто на заході України, центр Тячівської міської громади, Тячівського району Закарпатської області. У документах вперше згадується з XIV століття. У 1329 році угорський король Карл Роберт своєю грамотою надав місту (разом з Хустом, Вишковом, Довгим Полем та Сіґетом) титул королівського з відповідними привілеями.

## Історія

### Історична довідка
Тячів – місто на півдні Закарпатської області, центр Мармарощини. Назву міста часом виводять від нім.Teutschau (німецька пасіка). Імовірно, його могли закласти німецькі поселенці у ХІ столітті, що обслуговували соляні копальні. До XIV-XV ст. населення міста було виключно угорське й німецьке. Німці згодом асимілювались серед угорської більшості, а до міста стали прибували українці й румуни.
Перша документальна дата - 1329 р. Тоді Тячів отримав від короля Кароля Роберта (роки правління 1308 – 1342) міські права та статус вільного королівського міста. Цей факт вказує на те, що поселення на час першої документальної згадки досягло статусу міста, а отже існувало вже віддавна. На це вказують археологічні рештки поселення І – ІІ ст. н.е. , що відносяться до т. зв. Куштановецької культури.
Характер історичного центру вказує на первісно сільську модель розпланування: забудова розвинулось над левадою, розташованою обабіч потоку. Проте наявність важливого торгового шляху, що полягав долиною Тиси, сприяла перетворенню Тячева у центр торгівлі й ремесла, а відтак протекцію над містом верховних правителів. Протяжна площа «веретеноподібної» форми із спільного пасовища трансформувалась у торговицю, на якій – з побудовою християнської святині – задекларовано опіку правителя.
За традицією сучасна реформатська церква була заснована у ХІІ столітті королем Владиславом Великим (чеський король упродовж 1158-1172) як римо-католицький костел. Перші документальні відомості про неї датуються 1332 р.
Отримавши статус міста й привілеї, Тячів був виключений з місцевого адміністративного підпорядкування й став підзвітним безпосередньо самому королю Угорщини. Містом керував війт і п’ятеро бургомістрів, що обирались із числа міщан. Це – звичайно – сприяло економічному розвиткові міста та включенню його в орбіту торгових звязків міжнародного масштабу. В 1406 і 1453 рр. міські права і приналежність до коронних міст підтверджено королівськими грамотами. У зв’язку із спустошенням, що його принесли Закарпаттю війни з Туреччиною, в 1504 р. привілеї міщан були розширені, а згідно привілею 1551 р. міщани отримали право вільно користуватися землею, випасати худобу у королівських лісах, ловити рибу, вести безмитну торгівлю. Однією з королівських повинностей для мешканців Тячева було забезпечення провіантом Хустського замку, чим подеколи надуживав комендант замку, змушуючи до інших повинностей.
В 1472 р. місто спалив молдавський господар Штефан ІІІ. Наступного разу місто було спустошене в часі повстання Дожі Дердя у 1514 р. У 1657 р. місто було спустошене польським військом. У 1685-86 рр. розквартироване на Мармарощині австрійське військо нанесло місцевим мешканцям збитків на 9589 форинтів.
Після розпаду Угорського королівства у сер. ХVІ ст. Тячів відійшов до Трансільванського князівства. Непересічною політичною подією, що відбулась у Тячеві було номінування на польського короля трансільванського князя Стефана Баторія у 1576 р., що на той час перебував у Тячеві. Надмірна кількість мешканців дворян – як вважають – спричинила до занепаду міста у XVII столітті. Зокрема, в 1753 р. 5 дворянських родин в Тячеві мали право відкривати крамниці та розпоряджалися половиною ринкової площі.
Згідно з рішенням Карловицького конгресу в 1699 р. Тячів відійшов до імперії Габсбургів. Угорська аристократія не мирилась із цим і підняла у 1703 -1711 р війну проти Австрії. Хоч Тячів був по стороні повстанців, місто не минуло пограбування угорським і польським військами в 1710 р. Упродовж XVIII століття місту доводилось захищати свої права перед хустською домінією, що намагалась перетворити вільних міщан на феодальних підданих. У 1720 р. тут було 65 міщанських і 5 желярських садиб.
Населення міста на 1787 р. становило 1156 осіб, тут було 216 міщанських і кілька дворянських садиб.[1] Міські ремісники представляли найбільш поширені професії: кравці, кушнірі, чинбарі, шевці, гончарі. Частина населення займалась сплавом лісу та транспортуванням солі. Відбулась теж демократизація суспільних стосунків. Так у 1778 р. греко-католики (читай – українці) відстояли право представництва у міському уряді.
Головна святиня міста – римо-католицький костел у 1546 р змінив обряд, ставши реформатською церквою. При святині діяв приходський будинок, що виконував роль громадського та освітнього осередку. Зокрема у ньому було зібрано велику бібліотеку та архів.
Щойно у 1751 р. збудовано першу греко-католицьку церкву, а 1780 р. тут з’являється римо-католицька громада, що користувалась своїм приходським будинком на головній площі міста.
Рубіж ХVІІІ – ХІХ століть відзначається будівництвом нових впорядкованих шляхів. Окрім впорядкування традиційного «соляного шляху» збудовано нову дорогу та міст через Тису. Вона з’єднала Тячів з лівим берегом ріки та шляхами до Румунських міст.
Значною подією для міста було відкриття залізниці у 1876 р. У місті з’являються нові громадські споруди: У 1835 році відчинив двері гостям новий готель, а кілька років по тому зведено нову будівлю маґістрату.
Від 1870-х рр. починається пожвавлення економічного життя. Налагоджується виробництво продуктів харчування: садівництво, тваринництво. Це сприяло й зросту населення. На середину XIX століття число мешканців становило 1806 осіб, з яких найбільше було реформатів (1108), другими за чисельністю були греко-католики (533), римо-католиків налічувалось 164; іудеїв було всього 9 осіб та ще 2 євангелісти. До 1900р кількість мешканців досягла 5998 осіб. У цей час Тячів стає окружним центром, однак водночас його позбавлено статусу міста.
Сусідство із гірською Тисою доставляло клопотів місту. Так на постаменті пам’ятника Кошуту встановлена табличка, що вказує на рівень води, якого досягли води під час паводку 1913 року.
У Тячеві останні роки свого життя провів видатний угорський художник Шимон Голлоші (помер 1918). Після блискучої кар’єри і слави, що він їх здобув у столицях Європи, він знайшов у Мармарощині спокій і затишок. Надихали живописця чарівні пейзажі, автентичне середовище малого міста у гірській долині, його мешканці.
Після завершення Першої світової війни, навесні 1920 року східна частина Карпат до Севлюшу (Виноградова) була окупована румунами. Чеське управління у Тячівському, Рахівському та Хустському округах було встановлене упродовж квітня-червня 1920 року. Урядування чехів поступово об'єднало землі й принесло з собою у Тячів дух свободи і просвіти. За Чехії в Тячеві діяли 8 шкіл з угорською, чеською та українською мовами викладання. До числа традиційних національностей, що мешкали в місті, додались чехи, які представляли державну адміністрацію. Тоді ж забудовано відвойовану у Тиси дільницю на південь від історичного центру. Це стало можливим із побудовою потужної берегової дамби. Тим не менш, повені зрідка заливали цей район.
З 1910 по 1939 р. у Тячеві працював відомий письменник і педагог Олександр Маркуш. Тут він писав підручники та читанки для початкових шкіл, оповідання, редагував молодіжний часопис «Наш рідний край». Під час угорсько-фашистської окупації він був репресований, а його бібліотека знищена.
Переважна більшість населення Тячева у 20-30-ті роки займалася скотарством. Завдяки уряду були створені взірцеві стайні для племінних биків та чудові пасовиська. Вирощених бичків, особливо племінних, експортували на ферми по всій Підкарпатській Русі та Чехії. В місті, як і у більшості чеських поселень, переважає торгівля деревиною. Тячів був також відомим центром садівництва. Річний обсяг вирощених яблук склав близько 1000 вагонів.
У 1937-1938 роки поблизу залізничної станції було збудовано плодосховище. Обговорювалося також будівництво невеликого заводу для виробництва консервованих фруктів і варення, але цей проект був реалізований у післявоєнний період.
Оскільки Тячів розташований поруч з румунським кордоном, то контрабанда тут була майже народним спортом. З Румунії переправляли переважно спирт, а іноді і свійську худобу. При виконанні службових обов’язків фінансовій поліції не раз доводилось переслідувати місцевих або румунських контрабандистів.
У березні 1939 р. проголошено утворення Карпатської України, уряд якої очолив священник та політичний діяч Августин Волошин. Однак вже 17 березня в місто увійшли угорські війська. До 21 жовтня 1944 р. місто входило до складу Угорщини, коли його зайняли радянські війська.
В 1946 р на базі націоналізованих малих підприємств (шевських, малярських, деревообробних) створено промкомбінат, що до 1962 р. отримав статус заводу металоконструкцій. у 1940-х розпочато поступову колективізацію сільського господарства: в 1950 р. на базі кількох артілей створено колгоспи ім. Леніна й «Перемога». Крім того за часів УРСР збудовано консервний завод, цегельний завод, меблеву фабрику, фабрику художніх виробів. 1954 р. відкрито парк культури й відпочинку, 1957 – збудовано будинок культури.
В 1961 р. Тячеву повернуто статус міста. На 1966 р. тут налічувалось 2495 будинків, місто було повністю електрифіковане, з’явилось багато цілком нових вулиць, належно освітлених та озеленених.
На 1990 р. у місті проживало 11,2 тис. мешканців. В 1990-х діяли заводи «Зеніт», «Кордон», «Аватекс», 11 фермерських господарств, швидко розвинулось мале підприємництво (228 юридичних суб’єктів), збільшилась кількість торгових та обслуговуючих закладів (140). Завдяки іноземним інвестиціям у 2000-х роках модернізуються промислові підприємства. Однак, водночас прогресують кризові явища, що призвели до скорочення малого бізнесу й відтоку мешканців.
В 1970 р. місто зазнало небаченої досі повені та було повністю затоплене. Паводки 1998 та 2001 р. нагадали про небезпеку та руйнівну дію стихії. Це спонукало до побудови нової берегової дамби над Тисою, що була закінчена до 2014 р.
У 2001 р. місто внесено до списку історичних міст України з цінною архітектурно містобудівною спадщиною, розвиток яких має відбуватись з врахуванням історичних традицій.
Сьогодні Тячів справляє враження добре загосподарованого та впорядкованого міста, що зберегло характер традиційного середовища у поєднанні з унікальним гірським ландшафтом. Тут збереглась першорядна історична забудова, визначні громадські споруди, що зберегли роль просторових домінант у міському середовищі.
Однак сучасна реконструкція забудови у центральній частині міста носить хаотичний характер і не має нічого спільного з історичними традиціями містобудівного середовища, що формувалось упродовж кількох століть.

### Історичні дати
- 1329 p. король Карл Роберт відніс населені пункти Тячів, Вишкове, Хуст, Довге Поле і Сігет до розряду «королівських» (коронованих) міст, населення яких мало особливі привілеї;
- 1406 і 1453 рр. Королівські грамоти знову засвідчують приналежність Тячева до коронних міст і підтверджували вільності й привілеї його жителів.
- 1504 р. привілеї мешканців цих міст були дещо доповнені і розширені у зв’язку з тим, що під час воєн з Туреччиною ці землі було спустошено васалами султана. Однак відомо що дворяни й бідніші міщани Тячева які брали участь у повстанні селян під керівництвом Д.Дожі. Після того як їх виступ було придушено, вони були обкладені спеціальною даниною.
- 1551 р. Цього року всі мешканці міста отримали право вільно використовувати землю, випасати худобу у королівських лісах, ловити рибу в річках, вести торгівлю без сплачування мита. Але в той самий час вони були зобов’язані постачати провіантом гарнізон який був розташований у Хустського замку, сплавляти сіно до Вилока на власних човнах, давати казні овець.
- 1629 р. мешканці Тячева перевозили вино з села Шеркез (сучасна територія Угорщини), доставляли вантажі солі, ремонтували замок. Мешканці міста страждали не лише від свавілля комендантів замку, ай від грабежів, які чинило австрійське військо, розквартироване на Мармарощині.
- 1685-1686 р. шкода заподіяна австрійськими солдатами жителям Тячева, становила 9589 форинтів. Відомо що солдати забирали зерно, худобу, сіно, одяг. Кравці і шевці змушені були безплатно працювати на військо, а міщани перевозити військові вантажі.
- 1701 р. Тячів користувався правом самоврядування, мав свою печатку із зображенням орла;
- 1703-1711 рр. тячівці брали участь у війні Ф.Ракоці. Поблизу міста діяли так звані гуцульські загони, ватажками яких були О.Микуляк, Г.Пинтя, Ф.Бойко та інші. Про їх діяльність один з повстанців - Іван Теренчук - у серпні 1703 р. на суді розповідав: «Напалисьмо на маєтки тячівських панів. Було нас 250 чоловік. Напавши, ми позабирали від них все, що могли, і понесли в Бескиди». 1705 р. у визвольну армію з Тячева пішло 100 чоловік, а ще через три роки місто послало в загони куруців 45 рекрутів і виплатило їм платню за 2 місяці наперед, забезпечило їх одягом і зброєю. В рядах повстанців перебували І.Федір, С.Дебрецені, М.Банкі, А.Касов, М.Нодь та інші. Міські власті звільнили від податків ті сім’ї, члени яких знаходились у національно-визвольній армії, за що пізніше були жорстоко покарані Габсбургами.
- 1870-ті р. у Тячеві інтенсивно почало розвиватися садівництво. Звідси вивозились яблука не тільки у сусідні комітати, але й далеко за межі Угорщини, і передусім у Німеччину.
- 1889 р. тут виникла ощадкаса, згодом - торговельний банк
- 1909 р. утворена и центральна ощадкаса.
- 1904 р. Шімон Голлоші разом з своїми учнями, серед яких було немало і російських художників, виїжджав із Мюнхена на малювання етюдів у Тячів
- 1914 р. він переніс сюди і свою майстерню, де написав ряд картин, що експонуються в Національній галереї м.Будапешта. Напередодні та в роки першої світової війни у місті побували українські та російські художники М.Фаворський, О.Тихомиров, К.Зефиров, О.Могилевський, К.Корбут, О.Браз. Разом з ними дружньо працювали польські, швейцарські, німецькі, французькі митці. Майстерня Ш.Голлоші знаходилася на лівому березі Тиси, біля підніжжя гори Нересен.
- 1919 р. в Тячеві обрали міську Раду и складі 50 чол., за яку з 2400 виборців проголосувало 2342. В другій половині квітня війська боярської Румунії захопили місто. Радянська влада була повалена, але пам’ять про неї надовго залишилася в серцях тячівських жителів.
- 1910-1939 рр. у Тячеві працював відомий письменник і педагог О.Маркуш. Тут він писав підручники та читанки для початкових шкіл, оповідання, редагував молодіжний часопис «Наш рідшій край».
- 1939 р. Тячів окупували гортіївські війська.
- 1940 р. в місті перебував угорський письменник Жігмонт Моріц, який збирав матеріали для твору «Село за горами».
- 1944 р. О.Маркуш переселився до м.Хуста.
- 1944 р. У місто вступили радянські війська. У місцевому кінотеатрі відбулися вибори міського Народного комітету з 36 чоловік.
- 1946 р. відкрито промкомбінат, до складу якого увійшли націоналізовані раніше невеликі майстерні (шевська, малярська, деревообробна та інші), а 1962 р. на його базі утворено металозавод; з цехами - штампувальним, залізних виробів і складання дверних замків.
- 1947 р. створено артіль «Меблевик», яка з часом перетворилася на меблеву фабрику, яку в 1963 р. приєднано до Тересвянського деревообробного комбінату і перетворено на меблевий цех.
- 1961 р. організовано комбінат побутового обслуговування, який через 5 років мав 17 виробничих точок. Тоді же активно працювали сироварний завод і хлібокомбінат.
- 1964 р. поставлено пам’ятник Л.Кошуту.
- 1970 р. місто пережило велику повінь. Досі збережено знак з кам’яних брил, на якому відмічено рівень води у центрі міста під час того паводку.
- 1973 р. відкрито професійно-технічне училище.
- 2000 р. в Тячеві почав функціонувати ліцей гуманітарного та природничого профілю з угорською мовою навчання - профільний заклад для обдарованої молоді, збудований на кошти угорського фонду Ійеша. За перші десять років випущено 312 учнів.
- 2003 р. почав діяти перший в місті інвестиційний проект - товариство «Зеніт-Текс». У приміщенні колишнього заводу «Зеніт» італійці обладнали трикотажний та швейний цехи, де шили жіночий та чоловічий одяг.
- 2004 р. засновано міську газету «Тячів», створено Тячівське міське комунальне підприємство «Міськжитлокомунгосп».
- 2005 р. введено в експлуатацію будівлю районної податкової інспекції. Відкрито українсько-угорське ТОВ „Авантекс-Україна” по виготовленню швейних виробів, українсько - білоруське ДП „Ламелла” по деревообробному та меблевому виробництву, приватні підприємства з деревообробки, виготовленню м’яких та корпусних меблів, опалювальних приладів, автотранспортне підприємство.
- 2006 р. облаштовано площу Туряниці, де замінено бруківку, встановлено лавиці, впорядковано сквер ім.Голлоші з відкритим там 1992 р. пам’ятником. Продовженням цих робіт стала реконструкція міського фонтану, який у 1980-х роках функціонував усього декілька місяців. Фонтан відроджено завдяки спільним зусиллям керівництва міської, районної ради та райдержадміністрації. На площі біля фонтану замінено дорожнє покриття на нову бруківку, тут вже розбито клумби для зелених насаджень
- 2008 р. відновилася роботу міського кінотеатру ім.Т.Шевченка, який знаходився у занедбаному стані впродовж останніх 10 років. Його оснащено спеціалізованим обладнанням: сучасною системою стереозвуку, широкоформатним екраном, встановлено 150 крісел.
- 2009 р. відкрито завод «Шкала-Енерджі» по виготовленню пеллетів - паливних гранул з відходів деревини. Старт даного виробництва є реалізацією важливого інвестиційного проекту, що має неабияке значення для розвитку економіки району.
- 2010 р. відбулося урочисте відкриття фонтану та прилеглої території, які стали прекрасним місцем для проведення дозвілля. Цього ж року  було відроджено історичну пам’ятку Тячева — монумент тячівцям, які загинули у Першій та Другій світових війнах.
- 2011 р. Тячів переміг в обласному конкурсі на звання "Населений пункт найкращого благоустрою і зразкового громадського порядку”, тоді ж реконструйовано пл.Поштову.
- 2012 р. Верховна Рада України затвердила розширення меж Тячева, додавши йому 1380,34 га і затвердивши загальну площу у розмірі 1993,34 гектари.

## Географія
Розташоване в Мараморошській котловині, на правому березі Тиси, за 136 км на південний схід від Ужгорода.
Через Тячів проходить міжрегіональний автошлях Н09 Мукачево - Рогатин.
Річки: Тиса, Мартос, Тільта.

### Клімат
Клімат теплий, помірний і вологий.

Літо комфортне, зими морозні та сніжні та весь рік мінлива хмарність. Протягом року температура зазвичай коливається від -6 °C до 25 °C і рідко буває нижче -14 °C або вище 31 °C.
| Кліматограма Тячева | Кліматограма Тячева | Кліматограма Тячева | Кліматограма Тячева | Кліматограма Тячева | Кліматограма Тячева | Кліматограма Тячева | Кліматограма Тячева | Кліматограма Тячева | Кліматограма Тячева | Кліматограма Тячева | Кліматограма Тячева |
| --- | ------------------- | ------------------- | ------------------- | ------------------- | ------------------- | ------------------- | ------------------- | ------------------- | ------------------- | ------------------- | ------------------- |
| С | Л                   | Б                   | К                   | Т                   | Ч                   | Л                   | С                   | В                   | Ж                   | Л                   | Г                   |
| 85 −1 −7 | 80 1 −6             | 89 7 −3             | 87 14 3             | 118 19 8            | 124 22 12           | 128 23 14           | 96 24 13            | 99 19 9             | 100 14 5            | 93 8 1              | 99 2 −4             |
| Середня макс. і мін. температури повітря (°C) Атмосферні опади (мм), за рік : 1198 мм. Джерело: Тячів «Climate-Data.org» (англ.) |                     |                     |                     |                     |                     |                     |                     |                     |                     |                     |                     |

### Середня температура
- Теплий сезон триває 3,7 місяця, з 20 травня по 11 вересня, з максимальною середньодобовою температурою вище 20 °C. Найспекотніший місяць року — липень, із середнім температурним максимумом 25 °C та мінімумом 14 °C.
- Холодний сезон триває 3,4 місяці, з 24 листопада по 4 березня, з мінімальною середньодобовою температурою нижче 6 °C. Найхолодніший місяць року — січень, із середнім температурним максимумом -5 °C та мінімумом 1 °C.

### Хмарність
У м.Тячів середній відсоток неба, вкритого хмарами, зазнає значних сезонних коливань протягом року.
- Ясна частина року починається приблизно 27 травня і триває 4,0 місяця, закінчуючись приблизно 28 вересня.

Найяскравіший місяць року — липень, під час якого небо в середньому ясне, переважно ясне або має мінливу хмарність 67 % часу.
- Більше хмарна частина року починається приблизно 28 вересня і триває 8,0 місяця, закінчуючись приблизно 27 травня.

Найпохмуріший місяць на рік — грудень, під час якого небо в середньому похмуре чи переважно обласне 67 % часу.

### Опади
Вологий день — це день, коли випадає щонайменше 1 міліметр рідких опадів чи опадів у рідкому еквіваленті. Імовірність вологих днів у Тячеві коливається протягом року.
- Вологіший сезон триває 3,1 місяця з 5 травня по 8 серпня, з більш ніж 28% ймовірністю того, що заданий день виявиться вологим. Місяць із найбільшою кількістю дощових днів — червень, коли в середньому протягом 10,7 дня випадає не менше 1 міліметру опадів.
- Сухіший сезон триває 8,9 місяця з 8 серпня по 5 травня. Місяць із найменшою кількістю дощових днів - березень, коли в середньому протягом 6,4 дня випадає не менше 1 міліметру опадів.

Серед вологих днів ми розрізняємо ті, в які буває лише дощ, тільки сніг, або й те й інше. Місяць з максимальною кількістю днів, коли випадає лише дощ, у м.Тячів - червень із середньою кількістю в 10,7 дня. Виходячи з цієї класифікації, найбільш поширена форма опадів протягом року – це лише дощ, при цьому максимальна ймовірність у 37% спостерігається 28 травня.

#### Дощові опади
У м.Тячів спостерігаються значні сезонні коливання місячної кількості опадів. Дощ триває протягом усього року.
- Місяць із найбільшою кількістю опадів - червень, із середньою кількістю опадів 72 міліметр.
- Місяць із найменшою кількістю опадів - січень, із середньою кількістю опадів 20 міліметрів.

#### Снігові опади
У м.Тячів спостерігаються суттєві сезонні коливання у місячній кількості снігових опадів.
Снігова частина року триває 4,1 місяця, з 15 листопада по 20 березня, з кількістю снігу за 31-денний період не менше 25 міліметрів.
- Місяць із найбільшою кількістю снігових опадів - січень, із середньою кількістю снігу 107 міліметрів.
- Період року без снігу триває 7,9 місяця, з 20 березня по 15 листопада. Найменше снігу випадає в районі 20 липня, при середньому загальному накопиченні 0 міліметрів.

### Вологість
Рівень важливого комфорту ґрунтується на точці роси, оскільки вона визначає, чи буде зі шкіри випаровуватися піт, охолоджуючи тіло. Нижча точка роси створює відчуття більшої сухості, а вища - більшої вологості. На відміну від температури, яка зазвичай значно варіюється між днем і ніччю, точка роси має тенденцію змінюватися повільніше, тому, хоча вночі температура може знижуватися, сирий день зазвичай змінюється сирою вночі.
Сприйманий рівень вологості у м.Тячів, що вимірюється як відсоток часу, протягом якого рівень вологого комфорту характеризується як сиро, душно чи важко, суттєво не змінюється протягом року, весь час залишаючись у межах 4 % від 4 %.

### Вітер
Середня погодинна швидкість вітру зазнає помірних сезонних коливань протягом року.
- Більше вітряна частина року триває 4,3 місяця, з 19 грудня по 28 квітня, із середньою швидкістю вітру понад 8,7 кілометра на годину. Найбільш вітряний місяць на рік — березень із середньогодинною швидкістю вітру 9,9 кілометра на годину.
- Спокійніша пора року триває 7,7 місяця, з 28 квітня по 19 грудня. Найспокійніший місяць на рік - серпень із середньогодинною швидкістю вітру 7,5 кілометра на годину.

Переважний середньогодинний напрямок вітру змінюється протягом року.
- Вітер найчастіше дме зі сходу 1,6 місяця, з 20 квітня по 7 червня та 1,6 місяця, з 15 липня по 3 вересня, при цьому максимальний відсоток 33% припадає на 7 серпня.
- Вітер найчастіше дме із заходу 1,3 місяця, з 7 червня по 15 липня, при цьому максимальний відсоток 30% припадає на 6 липня.
- Вітер найчастіше дме з півдня 7,6 місяця, з 3 вересня по 20 квітня, при цьому максимальний відсоток 48% припадає на 1 січня.

## Населення

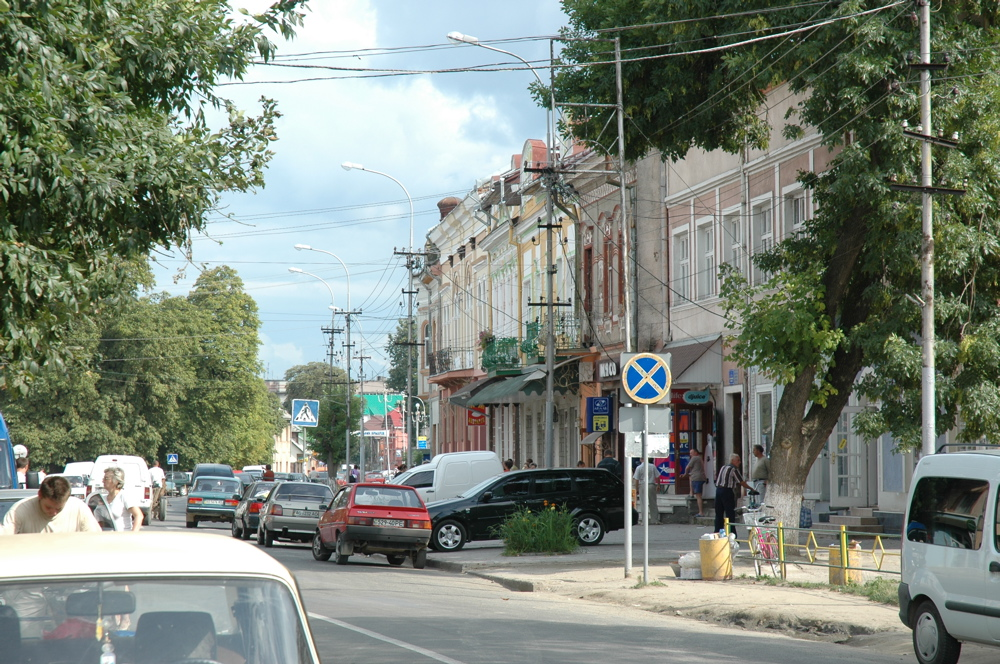
Вулиця у середмісті Тячева

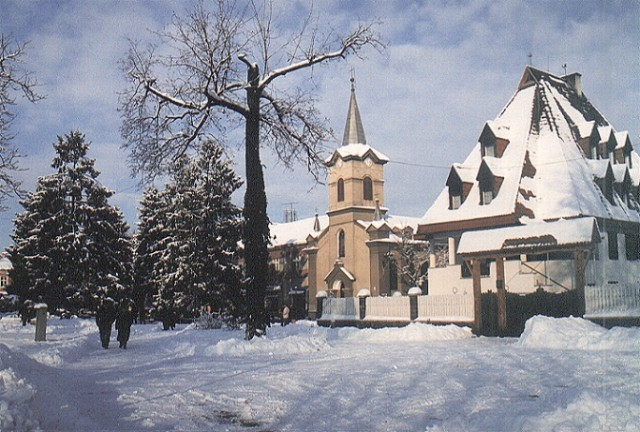
Середмістя Тячева взимку.

Перепис населення у 1908 році свідчить, що в Тячеві було:
| - греко-католиків — 1758; - римо-католиків — 447; - реформатів — 1757; | - юдеїв — 591; - лютеран — 7; - православних — 0; |

За національним складом у самому місті Тячеві записалися:
- українцями (русинами) — близько 2000

Населення Тячева, станом на 2022 рік, налічувало 8,887 осіб.

### Національний склад
Розподіл населення за національністю за даними перепису 2001 року:
| Національність  | Відсоток |
| --------------- | -------- |
| українці        | 71,33%   |
| угорці          | 24,23%   |
| росіяни         | 2,74%    |
| німці           | 0,22%    |
| білоруси        | 0,11%    |
| інші/не вказали | 1,37%    |

### Мовний склад
Рідна мова населення за даними перепису 2001 року:
| Мова            | Чисельність, осіб | Відсоток |
| --------------- | ----------------- | -------- |
| Українська      | 6 996             | 73,50%   |
| Угорська        | 2 153             | 22,62%   |
| Російська       | 264               | 2,77%    |
| Румунська       | 77                | 0,81%    |
| Вірменська      | 6                 | 0,06%    |
| Словацька       | 5                 | 0,05%    |
| Білоруська      | 2                 | 0,02%    |
| Німецька        | 3                 | 0,03%    |
| Грецька         | 1                 | 0,01%    |
| Інші/Не вказали | 12                | 0,13%    |
| Разом           | 9 519             | 100%     |

## Назва
Українською Тячів, Тячево (залізнична станція), рос. Тячев, угор. Técső, чеськ. Tiačevo, Tjačevo, Ťačovo, Tjačev, рум. Teceu, Teceu Mare, нім. Groß-Teutschenau. На військовій історичній мапі імперії Габсбургів First Military Survey (1763—1787) місто позначене як Dőts..
На мапі фон Міга (1782—1787) також Dőts.
На мапі Second Military Survey (1806—1869) місто позначене угорською мовою Técső.

Нова версія появи назви міста Тячів:

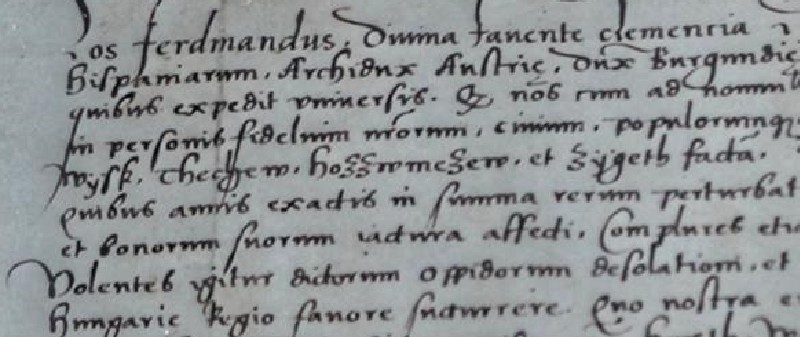
Фрагмент Грамоти короля Карла Роберта від 1329 року, де нібито згаданий Тячів (Thejsem або Thechew).

1. На картах з Dőts більш пологий правий берег Тиси до теперішньої Н.Апші позначений THEJS.

1. В грамоті К. Роберта від 1329 року є згадка (поміж Wisk та Hoszumezo) про Thejsem (або Thechew, бо нерозбірливо). Це королівське розпорядження стосувалося шляхів транспортування солі з Сігета вздовж Тиси та пільг для виконавців. Слово Тячів могло сформуватися з THEJS як «затоплювана Тисою низовина» під впливом інших мов мешканців краю через різну вимову латинського Thejs. Топонімічна самоназва Тячева тому й відрізняється в іст. джерелах різними мовами.

Назва Dőts, можливо, була скасована разом з крахом у 1804 році. Священної Римської імперії (з офіційною латиною) та з перекраянням сфер впливу.
Чиновник на прізвище Dőts (було таке в Угорщині) міг бути причетним до забудови на ризикових землях. Зрештою була повернута історична назва місцевості—Thejs (ПОТИССЯ). Або, ближче до слов'янського «місцевість, де Те(і)че В/ода/»—там де течія[джерело?].

## Нові історичні дослідження
Немає у доступі мап раніше другої половини 18 ст. з назвою подібною до «угор. Técső, чеськ. Tiačevo, Tjačevo, Ťačovo, Tjačev, рум. Teceu, Teceu Mare, нім. Groß-Teutschenau…». Тобто, перша згадка має бути про Dőts, а не про Thechew (король Карл Роберт — 1329).
Мапи з Dőts—самі ранні, де явно позначене поселення відповідне теперішньому Тячеву.
На більш древніх мапах немає навіть шляхів по цьому березі Тиси.
І, при тому, що немає Тячева—чітко позначені Wisk (Вишково), Temete (Ремети), Szaplonca (Сепинца), Hoszumezo (Довге Поле). Причина в тому, що ця частина була безлюдною через підтоплення Тисою, дорога йшла вздовж Вишкова до Сіґета по високому лівому берегу. Був перехід через Тису біля Тересви — міст на дерев'яних палях або переправа вбрід коли менше води.

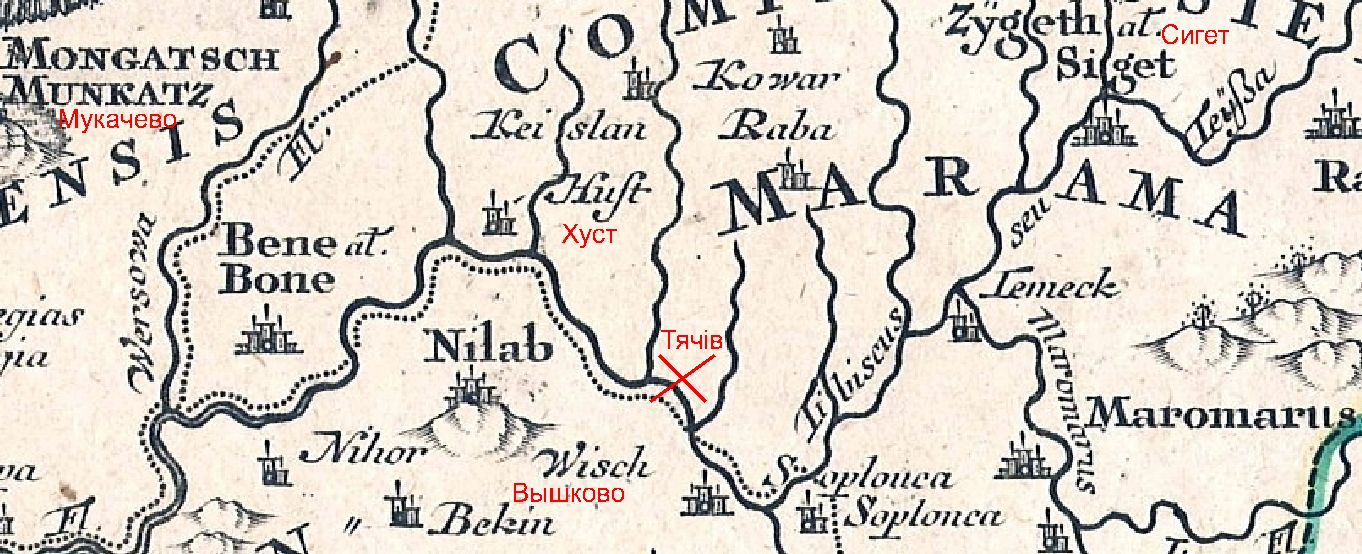
Фрагмент мапи ±1720 року
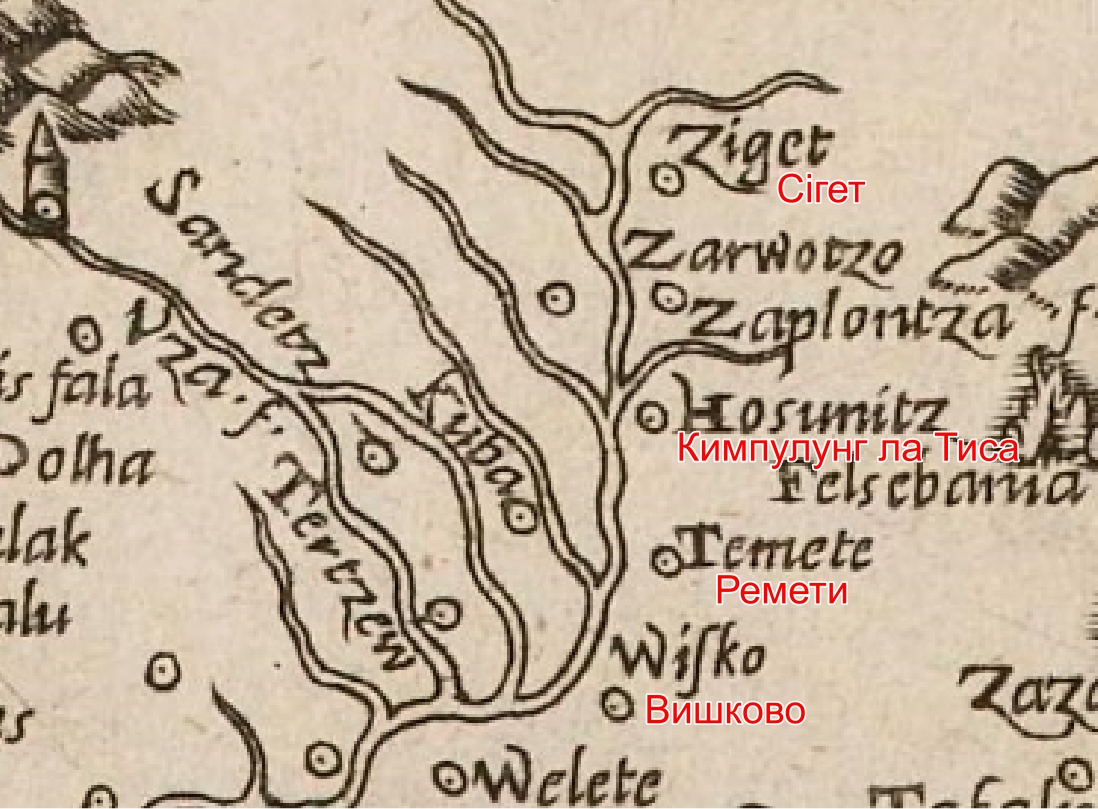
Фрагмент мапи 1559 року

## Символіка Тячева
Найдавніший герб міста, печатка з «польським» орлом, є на документі датованому 28.06.1701 року.
Рішенням сесії міської ради 28.06.1991 року Тячеву повернено історичний герб. Сучасний офіційний герб затверджений міською радою 10.02.2004 року.

## Економіка
У радянські часи в місті діяли потужні промислові підприємства. Найбільшим був завод «Зеніт» (близько 3 000 працівників наприкінці 1980-х років), який з 1975 року спеціалізувався у радіоелектронному напрямку оборонного комплексу СРСР. Багато тячівців працювали також на плодоконсервному заводі та фабриці художніх виробів. За часів незалежності України, через складнощі фінансування, ці підприємства занепали та були розформовані.
Зараз в місті працюють три фабрики з іноземними інвестиціями. Є фабрика з виробництва сировини для меблів (інвестор з США), фабрика з пошиття одягу (італійський інвестор) та фабрика по виготовленню паливних брикетів (угорський інвестор). На території міста також діє низка малих та середніх підприємств і приватних підприємців. В околицях Тячева розвинуте садівництво, зокрема вирощування яблук і слив.

## Повені

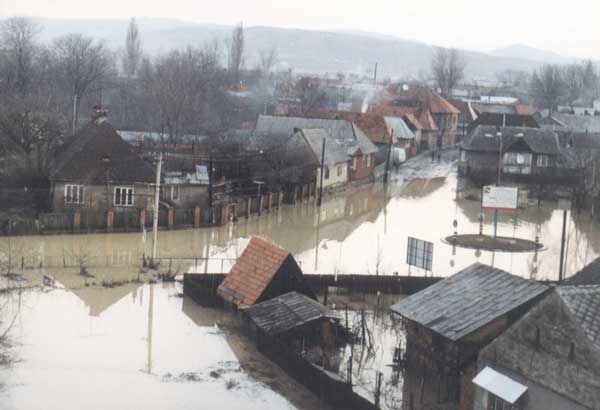
Підтоплення вулиці Тячів

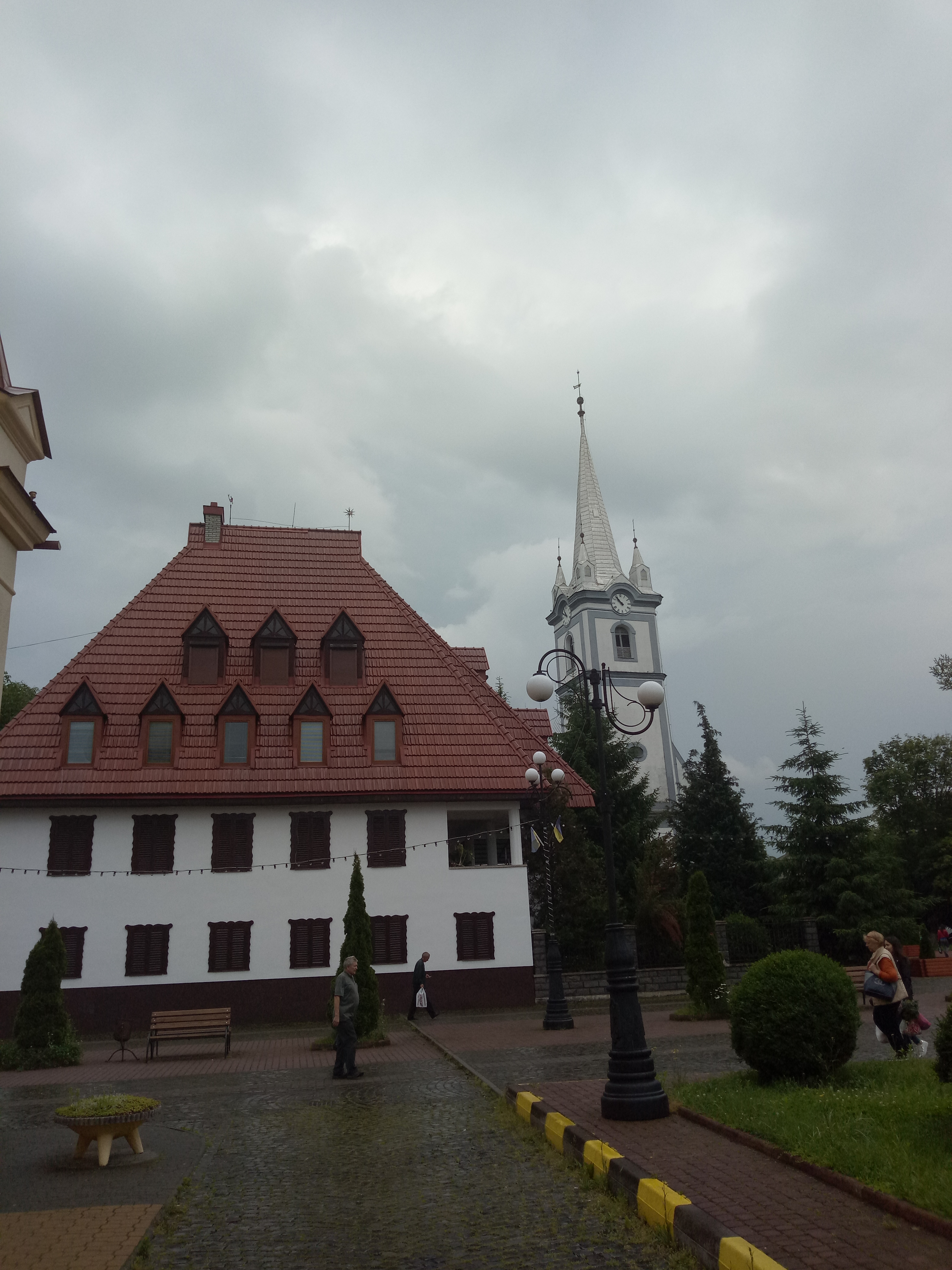
Середмістя

На пам'яті старожилів Потисся сильно заливало у травні 1913 року та восени 1937 року. Мітка про рівень води у липні 1913 року була позначена на пам'ятнику Л. Кошуту.
У травні 1970 року вода прорвала дамбу і ринула в центр міста. За дві години Тячів був весь у воді. Багато будинків було змито водою, особливо ті, що були збудовані з вальків. Житловий фонд міста був пошкоджений на 90 %, 1860 будинків зазнали руйнації, з них понад 56 вимагали відбудови з фундаменту. Тодішній рівень води позначений на пам'ятнику з кам'яних брил неподалік від районної лікарні. Потерпілим видавалася грошова допомога, будівельні матеріали, а для найбідніших побудували «фінські» будиночки. Був побудований житловий масив з двоповерхівок на новій вул. Комсомольській (нині вул. Промислова). Держава виділила кошти на закріплення і нарощування дамби. Дамба була розширена і нарощена на 1,2 м.
20-21 грудня 1993 року знов критично піднявся рівень Тиси і Тячів був у воді.
Повінь 4-5 листопада 1998 року ще свіжа в пам'яті. Закарпатська область Указом Президента була оголошена зоною стихійного лиха. До Тячева з усієї України та з-за кордону надходила гуманітарна допомога, продукти харчування, одяг, ліки, будівельні матеріали. В редакцію районної газети надходили листи, в яких на помешкання запрошували потерпілих, пропонувалось безкоштовне житло. В Угорщину, Словаччину, Румунію та інші держави запрошувалися діти на безкоштовний відпочинок. В санаторії Закарпаття, Криму та Херсона також їздили багато груп з дітей Тячівського району. Місто стало тимчасовою дислокацією групи авіації Національної гвардії України на Мі-8.
У березні 2000 року місто знову опинилося у воді. На порятунок селянам, дорогу до яких затопило, було надано амфібію, але вона виявилася несправною, і рятівників довелося рятувати із залученням вертольоту з Угорщини. Після повені держава надала кошти для укріплення дамб.
27-28 липня 2008 року рівень води в Тисі піднявся до небезпечного, але завдяки шлюзу, збудованому після 2000 року, вдалося уникнути значних підтоплень.

## Релігія
У місті з давніх часів діють три церкви: реформатська, римо-католицька та греко-католицька.
Реформатська церква заснована як католицька у ХІІ столітті Королем Лодіславом Великим, та після поділу церков у 1556 році стала реформатською. До 1944 року у храмі знаходилася одна з найбагатших бібліотек Марморощини. На стінах у середині церкви є дві стели, де записані імена вірників, що загинули у першій та другій світових війнах. У списку серед загиблих зустрічаються і руські прізвища.
Католицька церква збудована 1780 року. Греко-католицька церква була збудована у 1852 році на честь Успення Пречистої Діви Марії. У 1948 році, після заборони греко-католицької віри радянською владою, церква була передана православній громаді. Зараз у цьому храмі знов відправляють богослужіння греко-католики. За роки незалежності збудовано два нові православні храми. В місті є молитовний будинок баптистів та церква адвентистів сьомого дня.

### Релігійні організації
| № п/п | Назва релігійної організації                                                                                          | Конфесія  | Код ЄДРПОУ | Рік заснування |
| ----- | --- | --------- | ---------- | -------------- |
| 1     | Релігійна громада римо-католицької церкви м.Тячів                                                                     |           | 25438915   | 1991           |
| 2     | Православна релігійна громада (Покровська) м.Тячів Української православної церкви                                    | УПЦ       | 34447756   | 1991           |
| 3     | Релігійна греко-католицька громада Пресвятої Богородиці м.Тячів                                                       | МГКЄ      |            | 1991           |
| 4     | Релігійна громада реформатської церкви м.Тячів                                                                        |           | 22101470   | 1992           |
| 5     | Релігійна громада християнської євангельської церкви Живого Бога м.Тячів                                              |           | 35401335   | 1999           |
| 6     | Релігійна громада греко-католицької церкви м.Тячів (Хмельницького)                                                    | МГКЄ      |            | 2004           |
| 7     | Релігійна громада греко-католицької церкви м.Тячів (Нересенська)                                                      | МГКЄ      |            | 2006           |
| 8     | Іудейська релігійна громада Тячівського району                                                                        |           | 35795958   | 2008           |
| 9     | Релігійна громада Святої Великомучениці Варвари православної церкви Київського патріархату м.Тячів                    | УПЦ (ПЦУ) | 35795984   | 2008           |
| 10    | Релігійна громада євангельських християн «Нове життя» м.Тячів                                                         |           | 38028991   | 2012           |
| 11    | Релігійна громада Української автокефальної церкви парафії на честь первоверховних апостолів Петра і Павла у м.Тячеві | УПЦ (ПЦУ) | 41528592   | 2017           |

* потребує уточнення

## Пам'ятники
По вулиці Кошута встановлені два пам'ятники: Тарасу Шевченку та погруддя угорському революціонеру Лойошу Кошуту. В центрі міста — погруддя мешканцю села Дулово Тячівського району, надпоручнику корпусу генерала Людвіка Свободи танкісту Степанові Вайді, який загинув в боях за польське місто Творкув 6 квітня 1945 року. Біля Реформатської церкви розташоване погруддя відомому угорському художнику Шимону Голлоші, який певний час мешкав у Тячеві. У міському парку стоїть пам'ятник воїнам-визволителям, загиблим у II світовій війні. В центрі міста відновлено пам'ятник загиблим тячівцям у І та ІІ світових війнах. Поряд збудований пам'ятник воїнам-афганцям. Восени 2014 року було встановлено пам'ятник Небесній Сотні на місці демонтованого у 1990-х роках пам'ятника В. І. Леніну.

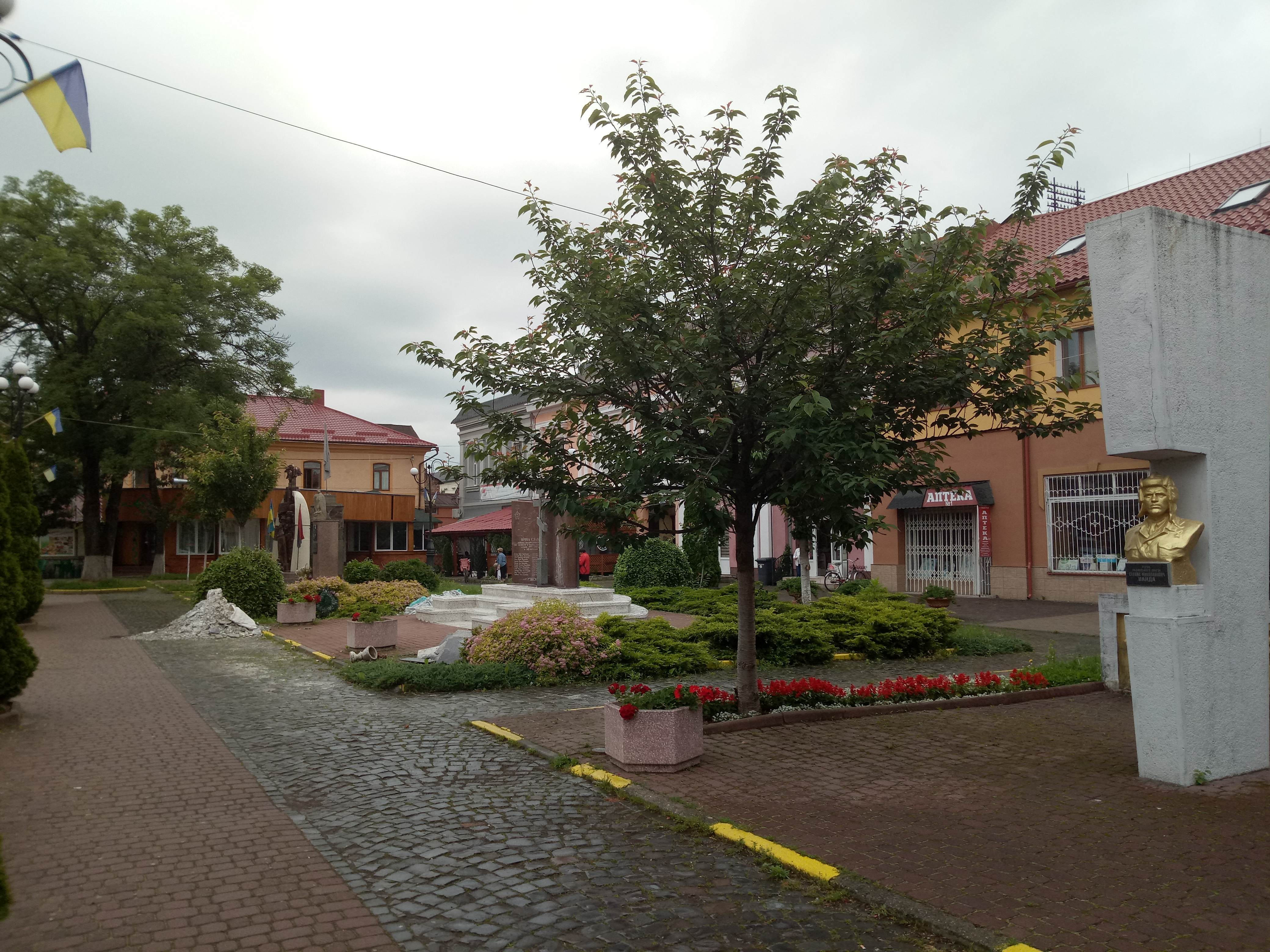
Алея пам'ятників
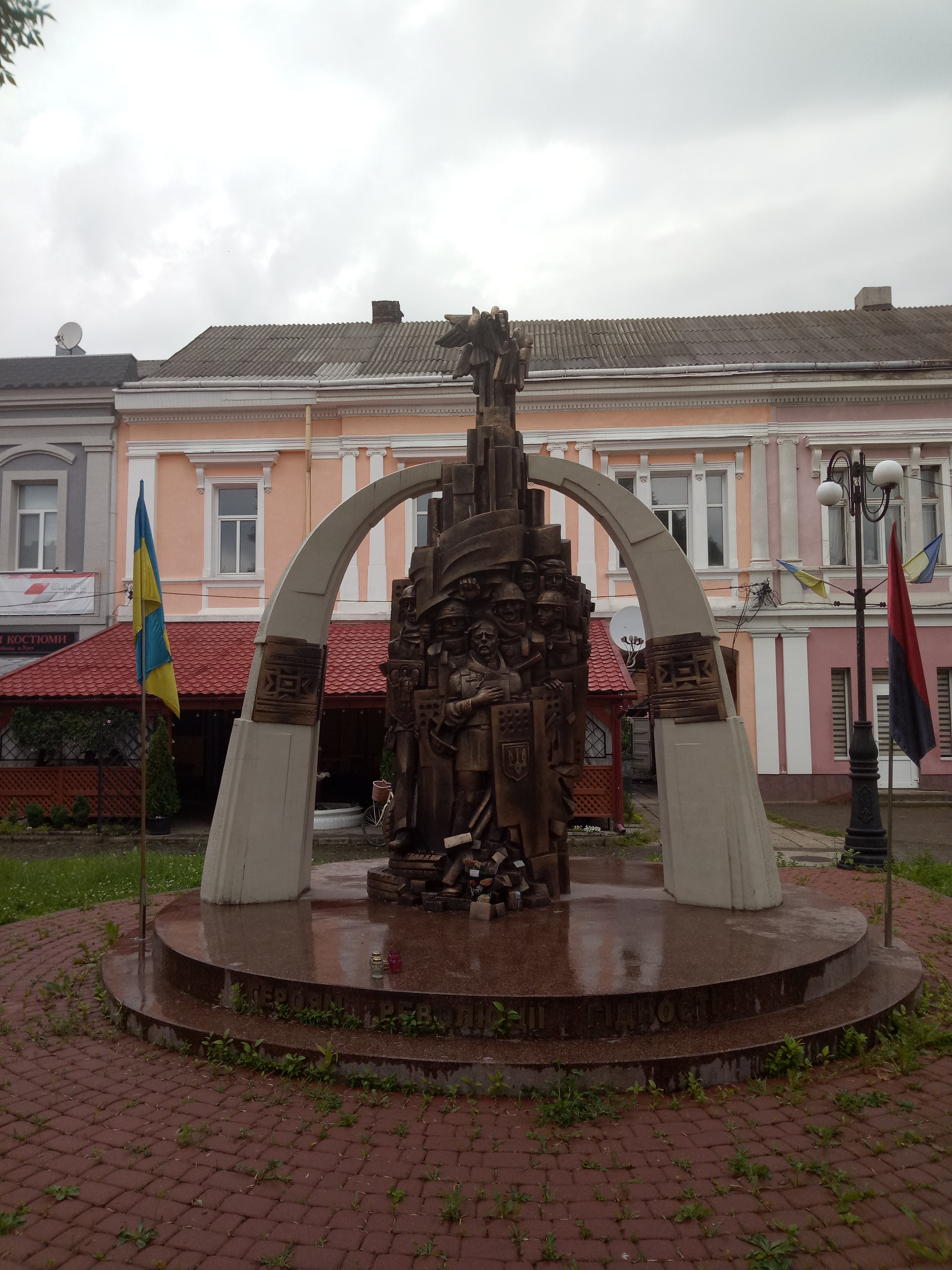
Меморіал Небесній Сотні
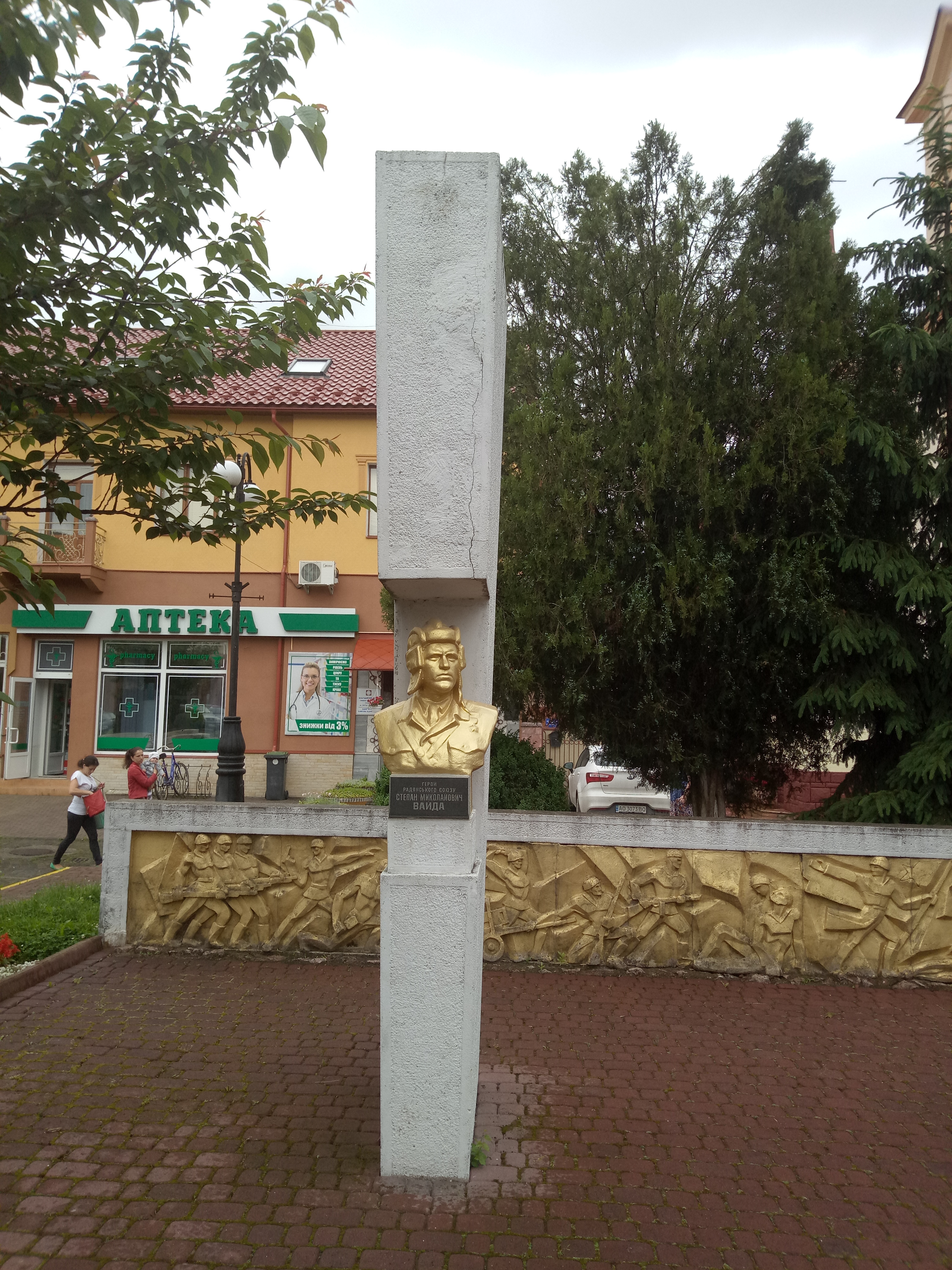
Пам'ятник Степану Вайді
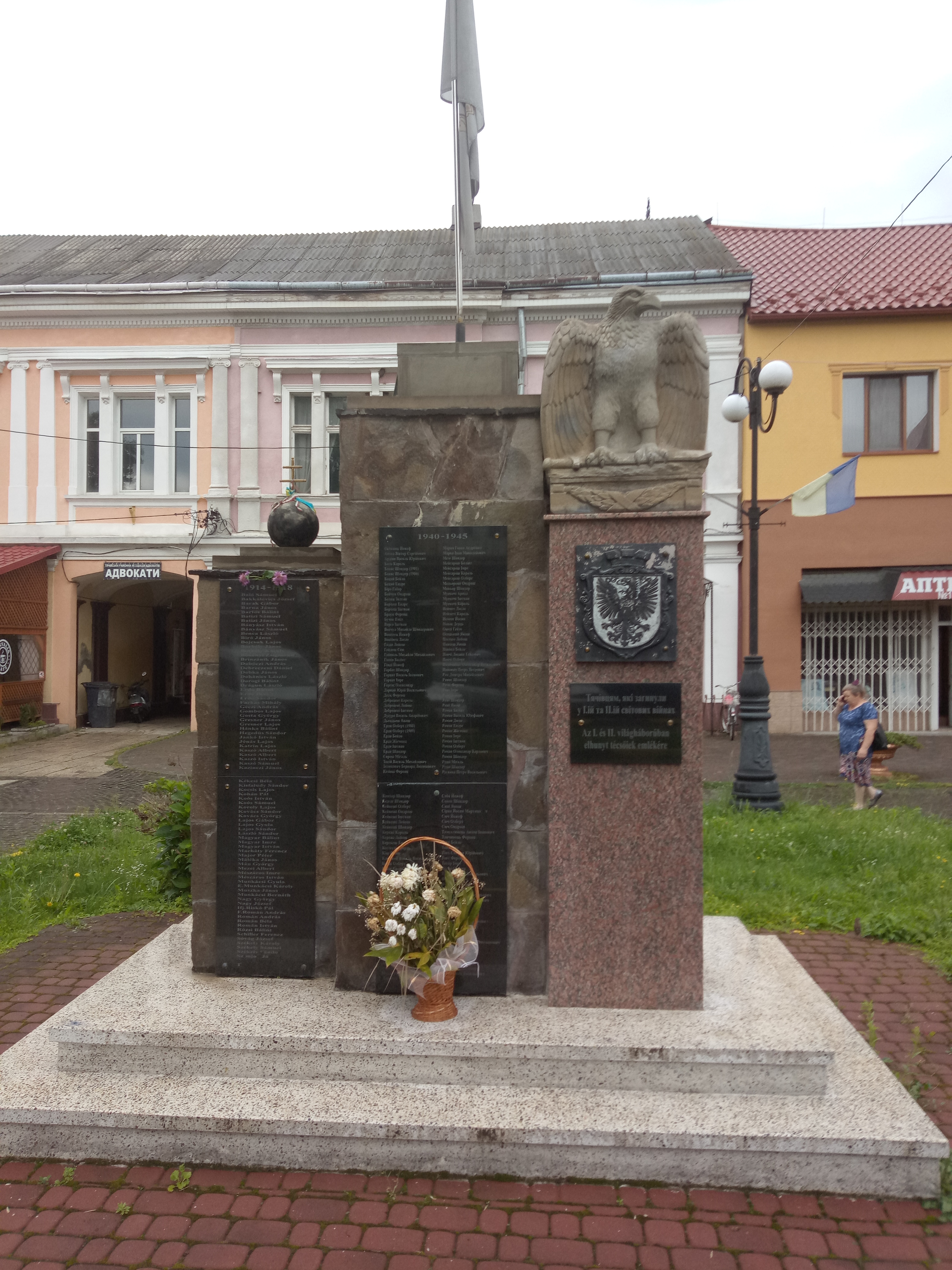
Меморіал тячівцям, які загинули в І і ІІ Світових війнах
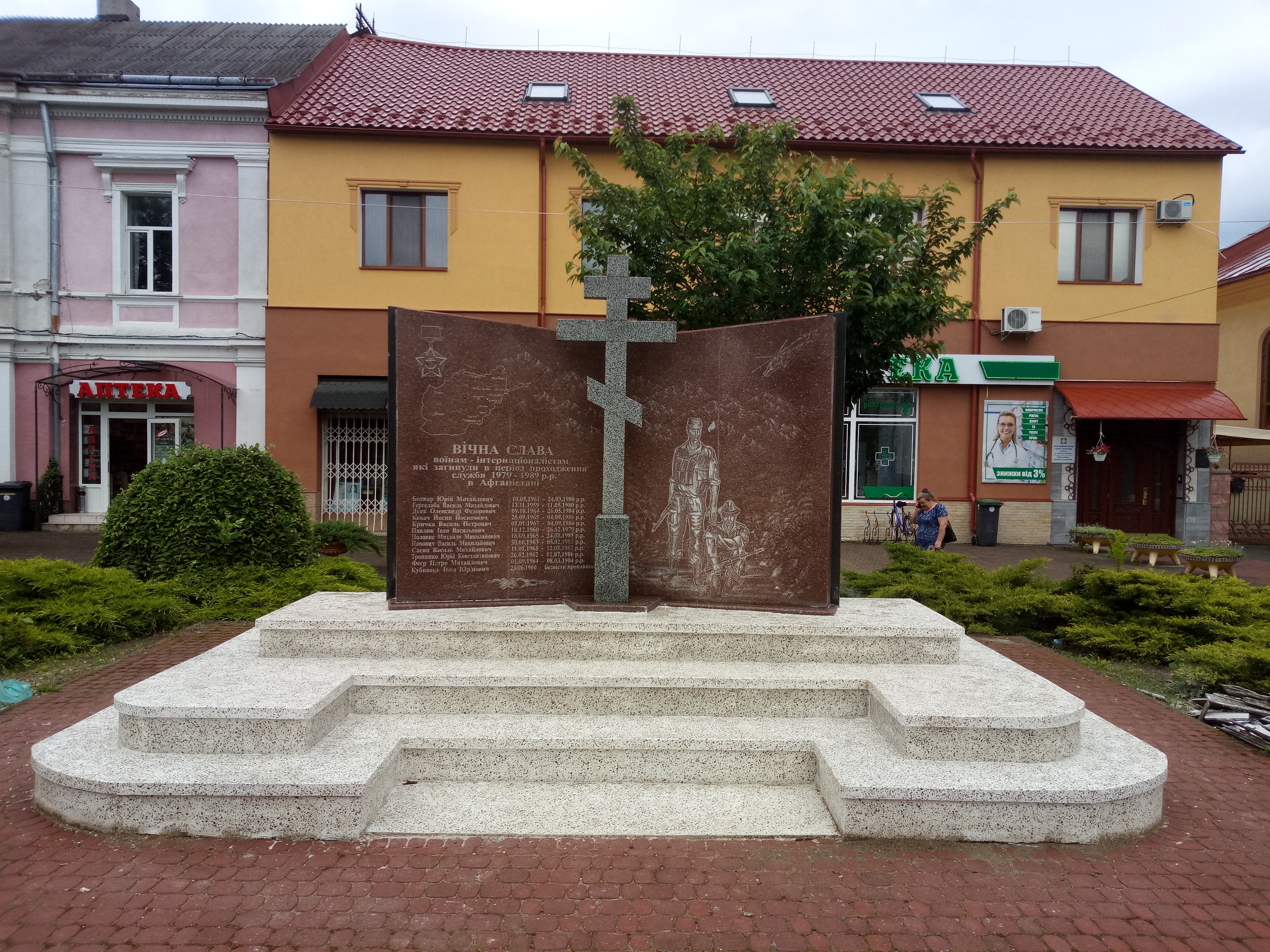
Пам'ятник тячівцям, які загинули в І і ІІ світових війнах

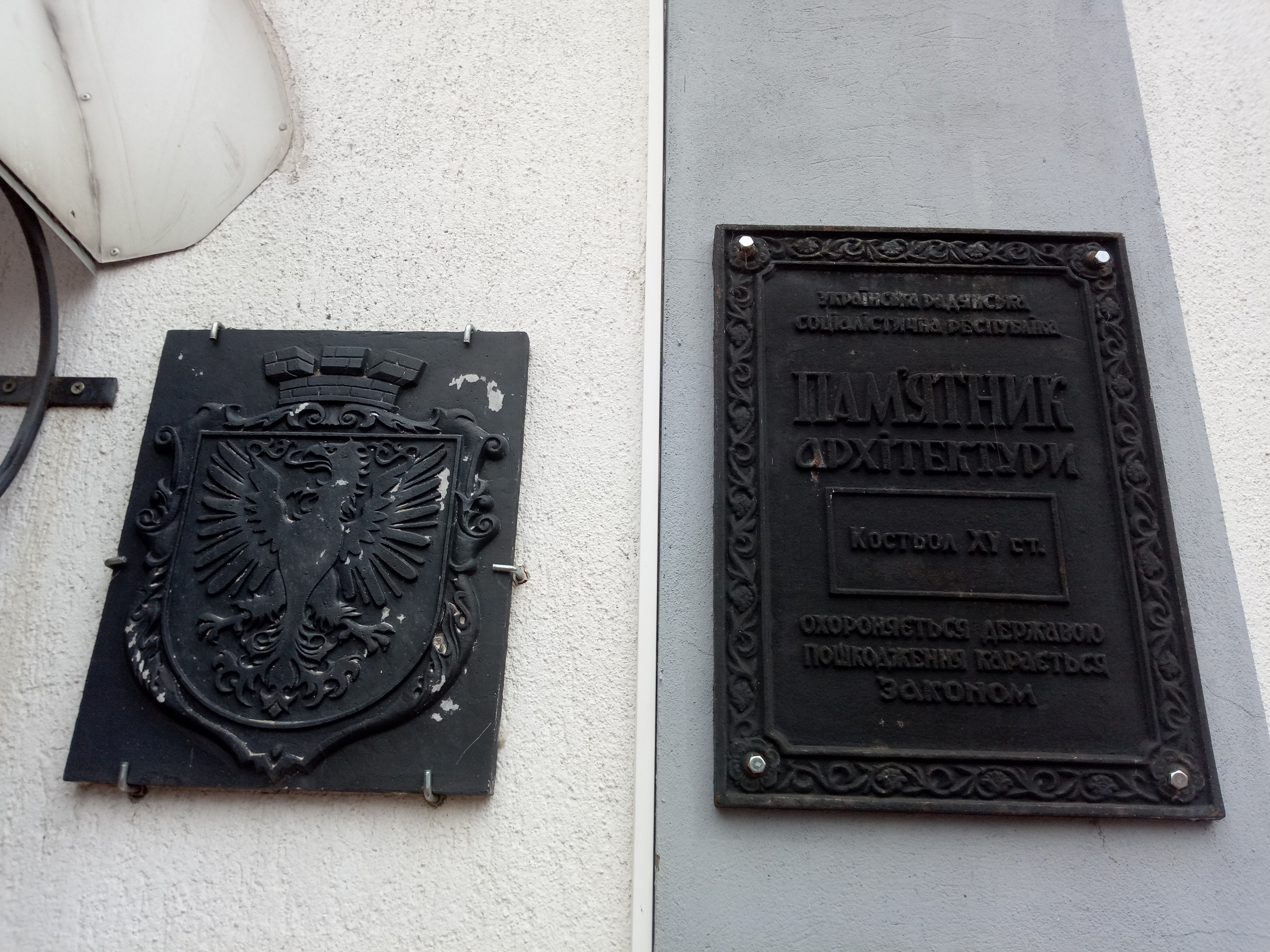
Реформаторська церква таблички

## Меморіальні, пам'ятні, анатоційні таблиці
У Тячеві встановлено дві меморіальних таблиці відомому угорському художнику Шімону Голлоші: одна на будинку, де Галлоші мешкав та творив, розташований на вулиці названій на його честь, друга — встановлена за ініціативи Спілки художників румунського міста Бая-Маре та урочисто відкрита 7 травня 2016 року на будівлі одного з корпусів тячівського ліцею. Відкриття останньої приурочили до 120-ліття угорської Нодьбанської школи живопису імені Шімона Голлоші.

## Спорт

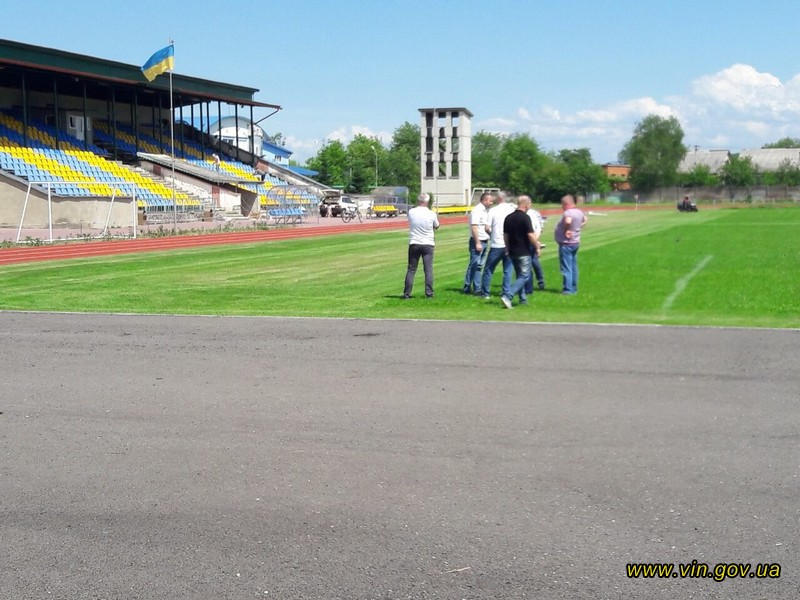
Стадіон імені Людвика Бийреша

В місті Тячів відпрацьована система організаційних заходів, що передбачають проведення змагань серед учнівської молоді, юнаків та дорослого населення. Чимала кількість членів територіальної громади - жителів різної вікової категорії на сьогодні займається фізичною культурою і спортом.
Значна робота для цього проведена міською радою по покращенню інфраструктури та зміцненню матеріально - технічної бази спортивних споруд міста Тячів та селах громади. Реконструйовано міський стадіон ім.Л.Бийреша, зроблено ремонтні роботи в залі греко-римської боротьби, покращується матеріально-технічна база міських тенісних кортів та інфраструктура інших спортивних споруд, збудовано спортивну арену у м Тячів.
Станом на 01 січня 2024 року на території міста Тячів функціонують:
- міський стадіон ім.Л.Бийреша із запасним та основним полями з біговими доріжками навколо нього по вул.Армійській (колишня Червоноармійська);
- міські відкриті та криті тенісні корти у міському парку по вул.Каденюка,4 у м.Тячів ;
- відкритий футбольний майданчик зі штучним покриттям Тячівської ЗОШ І-ІІІ ступенів №2 по вул.Партизанській ,24;
- футбольний майданчик зі штучним покриттям Тячівської ЗОШ з угорською мовою навчання ім.Ш.Голлоші по вул. Каденюка;
- комбінований зі штучним покриттям баскетбольний та волейбольний майданчик Тячівської ЗОШ І-ІІІ ступенів №1 ім.В.Ґренджі-Донського №1 по вул. Вайди;
- волейбольний майданчик при Тячівському професійному ліцеї по вул.Вайди;
- зал греко-римської боротьби з тренажерними залами Тячівської ДЮСШ по вул. Вайди, 1;
- спортивні криті зали загально-освітніх шкіл міста Тячів;
- спортивно-оздоровчий комплекс із критим басейном – аквапарк «Марина» (приватна власність);
- спеціально облаштована площадка для катання на роликах в літню пору року на площі Поштовій;
- дитячі міні-спортивні площадки в мікрорайонах багатоквартирних житлових будинках по вул. Незалежності, Шапошнікова, Промислова (колишня Комсомольська);
- сучасний спортивний комплекс "Спортивна Арена «Тячів» на 500 глядацьких місць по вул.Вайди (біля Тячівської ЗОШ І-ІІІ ступенів №1 імені В.Ґренджі-Донського);
- тенісний корт по вул.Армійській на базі торгово-готельного комплексу «Оксана» (приватна власність);
- фітнес зала «PLAY» (приватна власність);
- споруджено спортивний майданчик зі штучним покриттям розміром 40х20 м. біля Тячівської ЗОШ І-ІІ ступенів та ліцею з угорською мовою навчання;
- спортивний майданчик зі штучним покриттям розміром 60х40 по вул. Армійська в м.Тячів на території міського стадіону.

У місті засновано спортивний клуб "Тячів", створено юнацьку та дорослу футбольні команди м.Тячів, діють: районні федерації футболу; тенісу; греко-римської боротьби; ветеранський тенісний клуб; міський осередок хортингу; аматорські баскетбольні команди; працюють секції дитячо - юнацької спортивної школи з греко-римської боротьби; легкої атлетики; міні-футболу; настільного тенісу та інших видів спорту; багато дітей охоплено систематичними заняттями в спортивних секціях.
Ведеться робота щодо поліпшення фізкультурно-оздоровчої роботи в усіх загальноосвітніх школах міста.
У зв'язку з тим, що найпопулярнішими і найбільш масовими видами спорту у м.Тячів є футбол, греко-римська боротьба, теніс, легка атлетика, баскетбол та інші, які разом з фізичною культурою є невід'ємною частиною виховного процесу підростаючого покоління, молоді та повноцінного життєвого процесу дорослого населення, і водночас складовою частиною культурного життя суспільства, сприяють збереженню і зміцненню здоров'я, розвитку фізичних і морально-вольових якостей людини, організації здорового та змістовного дозвілля різних верств населення, то метою Програми є створення умов для подальшого розвитку та піднесення престижу фізичної культури та згаданих видів спорту в Тячівській міській територіальній громаді.

## Освіта
На території міста діють наступні заклади освіти:
- Ліцей №1 імені В.Гренджі-Донського; [веб-сайт];
- Ліцей №2; [веб-сайт]
- Ліцей №3 з угорською мовою навчання; [веб-сайт]
- Приватний заклад "Тячівський реформатський ліцей-інтернат з угорською мовою навчання"
- Приватний навчально-виховний комплекс «Щасливе місто»; [веб-сайт]
- Заклад дошкільної освіти ясла-садок №1; [веб-сайт]
- Заклад дошкільної освіти ясла-садок №5; [веб-сайт]
- Комунальний заклад "Школа мистецтв";
- КНПЗ "Дитячо-юнацька спортивна школа".

Також діє Тячівський професійний ліцей [веб-сайт], в якому здобувають професії: слюсарі, оператори комп'ютерного набору, кухарі та інші.

## Відомі люди

### Народилися
- Бабич Андріан Васильович — український футболіст, захисник ФК «Тернопіль».
- Віктор (Бедь) — архієрей, керуючий Мукачівсько-Карпатською єпархією ПЦУ, Народний депутат України 1-го скликання (1990—1994).
- Козичко Роман Іванович — сержант Збройних сил України, загинув у боях за Дебальцеве
- Крижевський Вадим Віталійович — доктор медичних наук, доцент, завідувач кафедри загальної та невідкладної хірургії Національної медичної академії післядипломної освіти ім. П. Л. Шупика.
- Руснак Адальберт Адальбертович — радянський футболіст і тренер.

### Померли
- Алечко Марія Михайлівна (1926—2000) — депутат Верховної Ради УРСР 5-7 скликань, Герой Соціалістичної Праці.
- Шимон Голлоші — художник та педагог, керівник Мюнхенської школи живопису
- Одовічук Іван Ількович — юрист, поручник Української Галицької армії, громадсько-політичний діяч, публіцист.

### Пов'язані з містом
- Вайда Степан Миколайович — Член Організації Українських Націоналістів (ОУН), вояк Карпатської Січі.
- Вайда Габор Іванович — український радянський футболіст угорського походження

## Звання почесного громадянина

### Почесний громадянин міста Тячів
| Рік присвоєння | ПІБ                           | Опис                                                                  | Примітка                |
| -------------- | ----------------------------- | --------------------------------------------------------------------- | ----------------------- |
| 2006           | Кайло Іван Іванович           | завідувач хірургічним відділенням Тячівської ЦРЛ                      |                         |
| 2006           | Мечей Золтан Золтанович       | колишній міський голова                                               | посмертно               |
| 2007           | Талапко Степан Андрійович     | вчитель фізкультури Тячівської ЗОШ №1                                 |                         |
| 2008           | Алечко Тарас Миколайович      | голова спостережної ради «Антарес-2000»                               |                         |
| 2008           | Болдижар Йосип Юрійович       | тренер Тячівської ДЮСШ                                                |                         |
| 2009           | Амбруш Павло Олександрович    | директор Тячівського ліцею з угорською мовою навчання                 |                         |
| 2009           | Микуляк Василь Васильович     | керівник благодійного фонду «Карітас» («Любов і милосердя»)           |                         |
| 2010           | Алечко Марія Михайлівна       | колишня доярка радгоспу ім.Леніна, Герой Соціалістичної Праці         | посмертно               |
| 2010           | Бедей Микола Іванович         | керівник Тячівського районного підрозділу кредитної спілки «Мрія»     |                         |
| 2011           | Бора Андрій Іванович          | лікар із 49-ти річним стажем роботи                                   |                         |
| 2012           | Ломакова Неоніла Євгенівна    | колишня секретар Тячівської міської ради                              |                         |
| 2013           | Буряк Леонід Йосипович        | заслужений тренер України                                             |                         |
| 2013           | Макар Нестор Васильович       | колишній міський голова двох скликань                                 |                         |
| 2014           | Герич Петро Васильович        | депутат Тячівської міської ради                                       |                         |
| 2015           | Козичко Роман Іванович        | учасник бойових дій в зоні АТО                                        | посмертно               |
| 2015           | Фордош Отілло (Fördős Attila) | мер міста-побратима Вац (Угорщина)                                    |                         |
| 2016           | Куцин Олег Іванович           | учасник бойових дій в зоні АТО                                        |                         |
| 2017           | звання не присвоювалося       | звання не присвоювалося                                               | звання не присвоювалося |
| 2018           | Газдик Іван Андрійович        | лікар Тячівської районної лікарні №1                                  |                         |
| 2019           | Дерен Станіслав Іванович      | учасник бойових дій в Афганістані, учасник АТО                        |                         |
| 2021           | Бенца Анатолій Федорович      | заступник генерального директора ТОВ «Авіакомпанія «Азур Ейр Україна» |                         |

### Почесний громадянин Тячівської міської ТГ
| Рік присвоєння | ПІБ                           | Опис                    | Примітка  |
| -------------- | ----------------------------- | ----------------------- | --------- |
| 2022           | Мідянко Микола Миколайович    | учаснику війни з Росією | посмертно |
| 2022           | Мотря Михайло Михайлович      | учаснику війни з Росією | посмертно |
| 2022           | Олаг Олександр Васильович     | учаснику війни з Росією | посмертно |
| 2023           | Ажбот Василь Юрійович         | учаснику війни з Росією | посмертно |
| 2023           | Деяк Михайло Михайлович       | учаснику війни з Росією | посмертно |
| 2023           | Піпчак Василь Васильович      | учаснику війни з Росією | посмертно |
| 2023           | Пруниця Андрій Віталійович    | учаснику війни з Росією | посмертно |
| 2023           | Легач Василь Васильович       | учаснику війни з Росією | посмертно |
| 2023           | Дзюбак Андрій Васильович      | учаснику війни з Росією | посмертно |
| 2023           | Шульга Анатолій Борисович     | учаснику війни з Росією | посмертно |
| 2023           | Голубка Михайло Володимирович | учаснику війни з Росією | посмертно |

## Міста-побратими
| - Надькалло, Угорщина із 25.09.2004 р. - Буча, Україна із 01.10.2006 р. - Негрешть-Оаш, Румунія із 01.10.2006 р. - Бардіїв, Словаччина із 01.10.2006 р. - Бакталорантаза, Угорщина із 03.10.2008 р. - Ясберень, Угорщина із 09.08.2009 р. - Вац, Угорщина із 02.10.2011 р. | - Балмазуйварош, Угорщина із 27.01.2015 р. - Тушин, Польща із 24.09.2016 р. - XVIII район Будапешта, Угорщина із 24.10.2016 р. - Яблунков, Чехія із 10.05.2017 р. - Хотеборж, Чехія із 05.06.2019 р. - Наход, Чехія із 14.06.2019 р. - Казінцбарцика, Угорщина |

## Галерея
- Реформатський костел
- Колишня синагога
- Церква
- Листівка "Магазин Шмуеля Каца"
- Старі вигляди будівель Тячева
- Теперішня вулиця Незалежності